# 多洛雷丝·德怀尔
多洛雷丝·德怀尔（英語：Dolores Dwyer，1934年12月25日—2011年10月29日），美国女演员、田径运动员。她曾代表美国参加1951年泛美运动会田径比赛，获得女子4×100米接力金牌。她也参加了1952年夏季奥运会。